# HMS Hermes (95)
O HMS Hermes foi um porta-aviões operado pela Marinha Real Britânica e a primeira embarcação do mundo projetada como tal. Sua construção começou em janeiro de 1918 na Armstrong Whitworth em Newcastle e foi lançado ao mar em setembro do ano seguinte, porém seu comissionamento foi adiado pelo fechamento do estaleiro e pelo resultado de testes em outros porta-aviões, com ele só entrando em serviço em meados de fevereiro de 1924. Ele era capaz de transportar vinte aeronaves, era armado com bateria antiaérea formada por canhões de 140 e 102 milímetros, tinha um deslocamento de quase catorze mil toneladas e conseguia alcançar uma velocidade máxima de 25 nós.
O Hermes serviu com a Frota do Atlântico por alguns meses depois de entrar em serviço, porém passou a maior parte de sua carreira em tempos de paz junto com a Frota do Mediterrâneo ou na Estação da China. No Mar Mediterrâneo, a embarcação trabalhou junto com outros porta-aviões britânicos no desenvolvimento de táticas aeronavais, enquanto no Sudoeste Asiático ele se ocupou principalmente de exercícios e patrulhas de rotina, além de visitas diplomáticas a outros portos da região, porém também chegou a precisar lidar com piratas chineses em 1934. O Hermes voltou para o Reino Unido em 1937 e foi colocado na reserva, tornando-se no ano seguinte um navio de treinamento.
Com o início da Segunda Guerra Mundial, o Hermes patrulhou o Oceano Atlântico e então foi cooperar com a Marinha Nacional Francesa em Dacar, permanecendo no local até a queda da França em junho de 1940. Ele bloqueou o porto e tentou afundar o couraçado Richelieu, porém sem sucesso. O navio foi apoiar forças britânicas na África Oriental em fevereiro de 1941 e depois do Golfo Pérsico em abril, passando o ano seguinte quase inteiro patrulhando o Oceano Índico. O Hermes partiu de Trincomalee em abril de 1942, porém foi avistado por forças japonesas no dia seguinte e atacado por vários bombardeiros de mergulho. Ele estava sem aeronaves e foi rapidamente afundado.